# Conseil allemand des experts économiques
Le Conseil allemand des experts économiques (Der Sachverständigenrat zur Begutachtung der gesamtwirtschaftlichen Entwicklung) est un groupe d'économistes créé en 1963 dans le but de conseiller, sur les questions économiques, le gouvernement fédéral et le Parlement allemands. Chaque année, le Conseil prépare un rapport annuel publié aux alentours du 15 novembre. Le gouvernement publie ensuite ses observations et commentaires huit semaines au plus tard après la publication dudit rapport. Dans les médias allemands, le Conseil allemand des experts économiques est souvent dénommé comme regroupant les Cinq Sages de l'économie. Le Conseil a réalisé certaines années un rapport à la demande du chancelier. En 2010, il a rédigé avec le Conseil d'analyse économique un rapport pour proposer des indicateurs de bien-être.
Le Conseil allemand des experts économiques est composé de cinq membres proposés par le gouvernement fédéral et nommés par le président de l'Allemagne.
Actuellement, les cinq membres du Conseil sont : 
- Monika Schnitzer : membre depuis avril 2020, présidente du Conseil depuis octobre 2022 ;
- Veronika Grimm : membre depuis avril 2020 ;
- Ulrike Malmendier : membre depuis septembre 2022 ;
- Achim Truger : membre depuis mars 2019 ;
- Martin Werding : membre depuis septembre 2022.

## Orientation idéologique
Le conseil est considéré comme un bastion de l’ordolibéralisme, favorable aux baisses d’impôts et à une stricte discipline budgétaire.

## Anciens membres
(en ordre chronologique)
- Wilhelm Bauer (janvier 1964-juillet 1974; président mars 1964-février 1970)
- Paul Binder (janvier 1964-février 1968)
- Herbert Giersch (janvier 1964-février 1970)
- Harald Koch (janvier 1964-mai 1969)
- Fritz W. Meyer (janvier 1964-février 1966)
- Wolfgang Stützel (février 1966-septembre 1968)
- Manfred Schäfer (mars 1968-juillet 1970)
- Norbert Kloten (juin 1969-avril 1976; président mars 1970-février 1976)
- Claus Köhler (décembre 1969-février 1974)
- Olaf Sievert (mai 1970-février 1985; président mars 1976-février 1985)
- Armin Gutowski (décembre 1970-février 1978)
- Gerhard Scherhorn (mai 1974-février 1979)
- Kurt Schmidt (août 1974-mai 1984)
- Gerhard Fels (juin 1976-février 1982)
- Horst Albach (mai 1978-février 1983)
- Werner Glastetter (août 1979-août 1981)
- Hans-Jürgen Krupp (mars 1982-février 1984)
- Hans Karl Schneider (juillet 1982-février 1992; président mars 1985-février 1992)
- Ernst Helmstädter (mars 1983-février 1988)
- Dieter Mertens (mars 1984-février 1986)
- Dieter Pohmer (juillet 1984-février 1991)
- Helmut Hesse (mars 1985-novembre 1988)
- Rüdiger Pohl (juillet 1986-février 1994)
- Otmar Issing (avril 1988-septembre 1990)
- Herbert Hax (mars 1989-février 2000; président mars 1992-février 2000)
- Horst Siebert (janvier 1991-février 2003)
- Rolf Peffekoven (avril 1991-février 2001)
- Juergen B. Donges (avril 1992-février 2002; président mars 2000-février 2002)
- Wolfgang Franz (mai 1994-février 1999; mars 2003-février 2013; président mars 2009-février 2013)
- Jürgen Kromphardt (mars 1999-février 2004)
- Bert Rürup (mars 2000-février 2009, président mars 2005-février 2009)
- Wolfgang Wiegard (mars 2001-février 2011; président avril 2002-février 2005)
- Axel Weber (mars 2002-avril 2004)
- Beatrice Weder di Mauro (juin 2004-février 2012)
- Claudia-Maria Buch (mars 2012-mai 2014)
- Peter Bofinger (mars 2004-février 2019)
- Isabel Schnabel (juin 2014-décembre 2019)
- Christoph M. Schmidt (mars 2009-février 2020; président mars 2013-février 2020)